# Michael Trucco
Edward Michael Trucco (22 de junio de 1973) es un actor estadounidense, popular por sus papeles de Samuel T. Anders en la serie de televisión Battlestar Galactica y de Nick Podarutti en How I Met Your Mother. También ha actuado en películas de cine como The Groomsmen (2003), Hush (2016) y The Bye Bye Man (2016).

## Filmografía

### Cine y televisión
| Año         | Título                             | Rol                       | Notas            |
| ----------- | ---------------------------------- | ------------------------- | ---------------- |
| 1994        | Eyes of Terror                     | Oficial                   | Película para TV |
| 1998        | Confessions of a Sexist Pig        | Troy                      |                  |
| 1998        | Charmed                            | Alec                      | 1 episodio       |
| 2001        | Knight Club                        | Derek                     |                  |
| 2001        | Sabrina, the Teenage Witch         | Kevin                     | Serie TV         |
| 2001        | Ablaze                             | Scott                     |                  |
| 2001        | A Girl, Three Guys, and a Gun      | Trevor                    |                  |
| 2002        | Wishmaster: The Prophecy Fulfilled | Steven Verdel / The Djinn | Directo a vídeo  |
| 2003        | The Groomsmen                      | Scott                     |                  |
| 2004        | Perfect Romance                    | Miles "Boogie" Healey     | Película para TV |
| 2007        | Next                               | Kendall                   |                  |
| 2008        | The Big Bang Theory                | Dr. David Underhill       | 1 episodio       |
| 2009        | Battlestar Galactica: The Plan     | Samuel T. Anders          | Directo a vídeo  |
| 2010        | Meteor Storm                       | Coronel Tom Young         | Película para TV |
| 2010        | All American Tooles                | Todd Toole                | Película corta   |
| 2010        | V                                  | John May                  | 1 episodio       |
| 2010        | Castle                             | Detective John Demming    | 4 Episodios      |
| 2012/2013   | Revenge                            | Nate Ryan                 | 7 episodios      |
| 2014        | Mentes criminales                  | Owen McGregor             | 2 episodios      |
| 2016        | Hush                               | John                      |                  |
| 2016        | The Bye Bye Man                    | Virgil                    |                  |
| 2017        | Hunter Killer                      | Devin Hall                |                  |
| 2017/2018   | "Disjounted"                       | Taek won Douglas          | Serie TV         |
| 2018        | S.W.A.T                            | Eric                      | 2 Episodios      |
| 2019-actual | The Rookie                         | Sean Del Monte            |                  |